# Новак Томич
Новак Томич (серб. Новак Томић, сербохорв. Novak Tomić, 7 січня 1936, Белград — 23 липня 2003, Лос-Анджелес) — югославський футболіст, що грав на позиції захисника, зокрема, за клуби «Црвена Звезда» та «Хайдук» (Спліт), а також національну збірну Югославії.
П'ятиразовий чемпіон Югославії. Чотириразовий володар кубка Югославії. Володар Кубка Мітропи.

## Клубна кар'єра
У футболі дебютував 1954 року виступами за команду «Црвена Звезда», в якій провів десять сезонів, взявши участь у 94 матчах чемпіонату. За цей час п'ять разів виграв чемпіонат і тричі кубок Югославії.
Своєю грою за цю команду привернув увагу представників тренерського штабу клубу «Хайдук» (Спліт), до складу якого приєднався 1964 року. Відіграв за сплітської команди наступні три сезони своєї ігрової кар'єри.
Згодом з 1967 по 1968 рік грав у складі команди «Лос-Анджелес Торос», яка за цей час переїхала до Сан-Дієго і змінила назву на «Сан-Дієго Торос», де і завершив ігрову кар'єру.

## Виступи за збірну
1958 року дебютував в офіційних матчах у складі національної збірної Югославії. Протягом кар'єри у національній команді провів у її формі 5 матчів.
У складі збірної був учасником чемпіонату світу 1958 року у Швеції, де зіграв з Францією (3-2) і Парагваєм (3-3).

### Статистика виступів за збірну
| Матчі і голи за збірну | Матчі і голи за збірну | Матчі і голи за збірну | Матчі і голи за збірну | Матчі і голи за збірну | Матчі і голи за збірну | Матчі і голи за збірну |
| #                      | Дата                   | Місто                  | Суперник               | Голів                  | Результат              | Турнір                 |
| ---------------------- | ---------------------- | ---------------------- | ---------------------- | ---------------------- | ---------------------- | ---------------------- |
| 1.                     | 11.06.1958             | Вестерос               | Франція                | -                      | 3-2                    | ЧС-1958                |
| 2.                     | 15.06.1958             | Ескільстуна            | Парагвай               | -                      | 3-3                    | ЧС-1958                |
| 3.                     | 09.10.1960             | Будапешт               | Угорщина               | -                      | 1-1                    | Товариський матч       |
| 4.                     | 31.03.1963             | Брюссель               | Бельгія                | -                      | 1-0                    | Кваліфікація Євро-1964 |
| 5.                     | 19.06.1963             | Белград                | Швеція                 | -                      | 0-0                    | Кваліфікація Євро-1964 |

## Титули і досягнення
- Чемпіон Югославії (5):

«Црвена Звезда»: 1956, 1957, 1959, 1960, 1964
- Володар кубка Югославії (4):

«Црвена Звезда»: 1958, 1959, 1964
«Хайдук» (Спліт): 1967
- Володар Кубка Мітропи (1):

«Црвена Звезда»: 1958
Помер 23 липня 2003 року на 68-му році життя в американському місті Лос-Анджелес.